# Michele Gazzara
Michele Gazzara (Siracusa, 27 de septiembre de 1990) es un ciclista italiano.

## Palmarés
2010
- 1 etapa del Giro del Valle de Aosta

2011
- Trofeo Ciudad de San Vendemiano

2014
- Trofeo Alcide Degasperi

2015
- Giro del Medio Brenta
- Trofeo Internacional Bastianelli

2016
- Coppa San Geo

2017
- Giro del Medio Brenta

2018
- Tour de Albania, más 1 etapa